# HC-Emission
HC-Emissionen ist ein Sammelbegriff für flüchtige organische Substanzen (Kohlenwasserstoffe, engl. Hydrocarbons) in der organischen Chemie und in der Automobilindustrie.

## Chemische Bedeutung
Flüchtige organische Substanzen aus Kohlenwasserstoffen bzw. (HC) können in Naturprodukten, wie Holz oder auch in Kunststoffen durch Rohstoffe und Verarbeitungsprozesse entstehen.
In der Chemieindustrie werden diese flüchtig organischen Verbindungen häufig den VOC zugeordnet.

## HC-Emissionen in der Automobilindustrie
Weil Diesel- und Ottokraftstoffe aus einem Gemisch von Kohlenwasserstoffen bestehen, verbleiben auch nach der Verbrennung Kohlenwasserstoffe im Abgas. Zusammen mit Stickoxid (NOx) und Sonneneinstrahlung können sich diese Stoffe in schleimhautreizende organische Verbindungen umwandeln und maßgeblich das Entstehen des Sommersmog fördern.
In vielen Teilen der Welt gibt es deshalb Obergrenzen, die den Ausstoß von flüchtigen Kohlenwasserstoffe begrenzen. In USA ist in dem Bundesstaat Kalifornien durch die sogenannte CARB-Gesetzgebung (California Air Resources Board) die strengste Gesetzgebung kurz CARB-LEV II weltweit in Kraft.
Entsprechend der Herkunft der HC-Emissionen werden
- fuel-Emissionen als Emissionen aus dem Kraftstoff bzw. der Kraftstoffanlage und
- non-fuel-Emissionen als Emissionen, die nicht aus dem Kraftstoff bzw. der Kraftstoffanlage

stammen, unterschieden.

### Testverfahren in der Automobilindustrie
Die einzelnen Testverfahren für HC-Emissionen werden entweder durch die Zulassungsbehörde oder durch die Fahrzeughersteller bzw. deren Verbandsnormen wie zum Beispiel der VDA festgelegt. 
Einige Prüfverfahren werden auch von zugelassenen Prüfinstituten als Dienstleistung angeboten. 
Eine Umrechnung oder Übertragung von quantitativen Messergebnissen auf andere Prüfverfahren ist in der Regel auf Grund unterschiedlicher Prüfbedingungen nicht möglich. Lediglich auf das Vorkommen eines Stoffes kann unter Umständen geschlossen werden.

#### CARB-Gesetze in Kalifornien
Hier wird an einem einjährigen Fahrzeug in einer Klimakammer der Ausstoß von organischen Substanzen über einen definierten Zeitraum mengenmäßig erfasst.

#### Fogging nach DIN 75201
Beim Fogging nach DIN 75201 wird der Anteil an flüchtigen Stoffen von einer Werkstoffprobe ermittelt. Eine Bestimmung von einzelnen organischen Verbindungen mit ihren Anteil an der Gesamtemission erfolgt hier nicht.

#### Geruchsprüfung nach VDA 270 (Gurkenglasmethode)
Bei der Geruchsprüfung nach VDA 270 wird der Geruch eines Werkstoffes durch ein Prüfkollektiv ermittelt und mit Noten bewertet.

#### Flaschenmethode zur Ermittlung von Formaldehyd nach VDA 275
Hier wird ein massebezogener Formaldehydwert in mg/kg von einer Werkstoffprobe ermittelt.

#### Thermodesorption (TDS) nach VDA 278
Bei der Thermodesorption wird der Anteil an flüchtigen Stoffen von einer sehr kleinen Werkstoffprobe in zwei Temperaturbereichen 90 °C VOC und 120 °C FOG ermittelt. 
Hier werden die organischen Verbindungen einzeln ermittelt und ihr Anteil an der Gesamtemission bestimmt.

#### Kammermessmethode nach VDA 276 und Sommertest nach BMW GS 97014-3
Bei der Kammermessmethode nach VDA 276 und dem Sommertest nach BMW GS 97014-3 wird der Anteil und die flüchtigen Einzelstoffe von realen Werkstoffproben oder Bauteilen bei 65 °C ermittelt. Hier werden die organischen Verbindungen einzeln ermittelt und ihr Anteil an der Gesamtemission bestimmt. Dieses aufwendige Verfahren bietet eine hohe Aussagekraft und reale Versuchsbedingungen für Bauteile und Werkstoffproben über das Verhalten im Fahrzeug gegenüber einer der TDS nach VDA 278.

#### Herstellerspezifische Kammermessmethoden
Bei den herstellerspezifischen Kammermessmethoden werden Fahrzeuge oder Bauteile in einer Prüfkammer HC-Untersuchungen unterzogen. Die Fahrzeughersteller in Deutschland verwenden jedoch unterschiedliche Prüfverfahren, deren qualitative Ergebnisse untereinander nicht vergleichbar sind.

## Gesundheitliche Bedeutung von Kohlenwasserstoffen
Von einigen Kohlenwasserstoffverbindungen (Aromatische HC) sind krebserregende Eigenschaften, von anderen (z. B. Alkanen) sind wiederum keine gesundheitsschädigende Eigenschaften bekannt.

## Kraftstoffe mit besonderen HC-Eigenschaften
Bei Kraftstoffen gibt es Mischungen, die zu fast 100 % aus Alkanen bestehen. Die HC-Emissionen von solchen Kraftstoffen enthalten beinahe nur Alkane. Gleichzeitig ist der Anteil von Aromaten und polyaromatischen Kohlenwasserstoffen (PAK) nach der Verbrennung dieser Kraftstoffe stark vermindert und deshalb sind die Abgase weniger gesundheitsschädlich. Solche Kraftstoffe sind z. B. Eco-Par (oder EcoPar) und Alkylatbenzin.